# 그해 여름 (만화)
《그해 여름》(영어: This One Summer)은 2014년작 그래픽노블이다. 마리코 타마키가 쓰고 질리언 타마키가 그렸다. 대한민국에는 이숲 출판사에서 심혜경의 번역으로 출간되었다.